# Premier League de Baloncesto de Baréin 2020-21
La Premier League de Baloncesto de Baréin 2020-21, también conocida como Zain League, fue la edición número 46 de la Premier League de Baloncesto de Baréin, la primera división del baloncesto profesional de Baréin. La temporada regular comenzó el 6 de diciembre de 2020, y terminó el 2 de abril de 2021. El campeón fue el Al-Ahli.

## Equipos
| Equipo       | Ciudad          |
| ------------ | --------------- |
| Al-Najma     | Manama          |
| Al-Muharraq  | Al Muharraq     |
| Samaheej     | Samaheej        |
| Sitra Club   | Sitrah          |
| Al-Nuwaidrat | Nuwaidrat       |
| ISSA Town    | Madinat 'Isa    |
| Bahrain Club | Al Muharraq     |
| Al-Hala      | Al Muharraq     |
| Al-Ittihad   | Bilad Al Qadeem |
| Al-Ahli      | Manama          |
| Al-Manama    | Manama          |
| Al-Riffa SC  | Riffa           |

## Clasificación
|                                                                          | Equipo       | J  | G  | P  | PF   | PC   | DP   |
| ------------------------------------------------------------------------ | ------------ | -- | -- | -- | ---- | ---- | ---- |
| 1                                                                        | Al-Manama    | 11 | 11 | 0  | 1076 | 818  | 258  |
| 2                                                                        | Al-Muharraq  | 11 | 10 | 1  | 1019 | 853  | 166  |
| 3                                                                        | Al-Ahli      | 11 | 8  | 3  | 1031 | 909  | 122  |
| 4                                                                        | Al-Najma     | 11 | 7  | 4  | 1086 | 970  | 116  |
| 5                                                                        | Al-Hala      | 11 | 6  | 5  | 935  | 894  | 41   |
| 6                                                                        | Al-Riffa SC  | 11 | 6  | 5  | 942  | 903  | 39   |
| 7                                                                        | Al-Nuwaidrat | 11 | 5  | 6  | 933  | 953  | -20  |
| 8                                                                        | Al-Ittihad   | 11 | 4  | 7  | 1085 | 1183 | -98  |
| 9                                                                        | Samaheej     | 11 | 4  | 7  | 842  | 965  | -123 |
| 10                                                                       | Bahrain Club | 11 | 2  | 9  | 869  | 953  | -84  |
| 11                                                                       | Sitra Club   | 11 | 2  | 9  | 912  | 1041 | -129 |
| 12                                                                       | ISSA Town    | 11 | 1  | 10 | 846  | 1134 | -288 |
| Fuente: Premier League de Baloncesto de Baréin; actualización automática |              |    |    |    |      |      |      |

## Playoffs
|  | Semifinales | Semifinales | Semifinales |         |           | Final     | Final | Final |  |
|  |             |             |             |         |           |           |       |       |  |
|  |             |             |             |         |           |           |       |       |  |
|  | Al-Manama   | Al-Manama   | 2           |         |           |           |       |       |  |
|  | Al-Manama   | Al-Manama   | 2           |         |           |           |       |       |  |
|  | Al-Najma    | Al-Najma    | 0           |         |           |           |       |       |  |
|  | Al-Najma    | Al-Najma    | 0           |         | Al-Manama | Al-Manama | 0     |       |  |
|  |             |             |             |         | Al-Manama | Al-Manama | 0     |       |  |
|  |             |             | Al-Ahli     | Al-Ahli | 2         |           |       |       |  |
|  | Al-Muharraq | Al-Muharraq | Al-Ahli     | Al-Ahli | 2         | 1         |       |       |  |
|  | Al-Muharraq | Al-Muharraq |             |         |           | 1         |       |       |  |
|  | Al-Ahli     | Al-Ahli     | 2           |         |           |           |       |       |  |
|  | Al-Ahli     | Al-Ahli     | 2           |         |           |           |       |       |  |
|  |             |             |             |         |           |           |       |       |  |